# ASEAN Basketball League
La ASEAN Basketball League è stata una competizione internazionale di basket maschile professionistica dell'Asia orientale, composta da otto squadre, di cui sei club da nazioni del sud-est asiatico (Indonesia, Malaysia, Filippine, Singapore, Tailandia e Vietnam), oltre a due rappresentanti da Hong Kong e Macao. In passato hanno partecipato alla lega anche squadre di Taiwan e Brunei. Il campionato è stato fondato a Kuala Lumpur, in Malaysia, ed ha lanciato la sua stagione inaugurale il 1º ottobre 2009.

## Storia
I funzionari di basket di 6 nazioni dell'ASEAN si riunirono nell'ottobre 2009 per lanciare ufficialmente il nuovo campionato, che prese il nome di ASEAN Basketball League; alla stagione d'esordio della lega presero parte sei franchigie provenienti da altrettante nazioni del sud-est asiatico:
| Team                  | Città               | Nazione    |
| --------------------- | ------------------- | ---------- |
| Brunei Barracudas     | Bandar Seri Begawan | Brunei     |
| KL Dragons            | Kuala Lumpur        | Malaysia   |
| Philippine Patriots   | San Juan            | Filippine  |
| Satria Muda Pertamina | Jakarta             | Indonesia  |
| Singapore Slingers    | Kallang             | Singapore  |
| Hi-Tech Bangkok       | Bangkok             | Thailandia |

Queste furono le squadre che si affrontarono, tra l'ottobre 2009 e il febbraio 2010, nella prima edizione della ASEAN Basketball League con i Philippine Patriots che ottennero la vittoria della lega dopo aver sconfitto nella serie finale il Satria Muda Pertamina.
Il 22 settembre 2011, i Brunei Barracudas hanno annunciato che si sarebbero ritirati, non prendendo parte alla terza stagione, dall'ABL dopo aver partecipato per 2 stagioni. Il 20 ottobre 2011, la Saigon Sports Academy annunciò ufficialmente la partecipazione dei Saigon Heat alla terza stagione dell'ABL, rendendoli la prima squadra di basket professionistica a rappresentare il Vietnam in una competizione internazionale. Nella stessa stagione anche la squadra della Filippine del S. Miguel Beermen e quella della Thailandia dei  Bangkok Cobras si unirono al campionato insieme . Sfortunatamente, il S. Miguel Beermen ha lasciato l'ABL, dopo appena due partecipazione e dopo aver vinto il titolo nell'edizione 2013, lasciando quindi da campione in carica. Anche i Bangkok Cobras hanno lasciato il campionato dopo aver partecipato alla sola edizione 2012. Inoltre, nel 2014, la squadra indonesiana del Amartha Hangtuah si è unito alla competizione, ma dopo aver giocato per una stagione ha subito lascito l'ABL.
Nel 2015, la squadra del Pilipinas MX3 Kings ed i tailandesi del Mono Vampire si sono uniti al campionato, ma entrambe le squadre ha lasciato il torneo nel 2016. Il 17 luglio 2016, il Kaohsiung Truth  di Kaohsiung, città dell'isola di Taiwan annuncio la sua partecipazione per la stagione 2016-2017 e nello stesso anno, anche la squadra di Hong Kong dell'Eastern Hong Kong confermò la propria partecipazione al campionato a partire da quell'edzione. Queste due squadre sono state le prime al di fuori del sud-est asiatico a competere nel campionato. Le Filippine sono tornate ad essere rappresentate in campionato con l'Alab Pilipinas che il 6 agosto 2016 annunciò il suo ingresso nella lega. Nel settembre 2017, ABL ha confermato quattro nuove squadre per la stagione 2017-2018: CLS Knights , Formosa Dreamers, il ritorno del Mono Vampire ed il Nanhai Kung Fu dopo che il Kaohsiung Truth si era sciolto al termine della settima stagione della ABL.
Dopo la stagione 2018, i Kung Fu si trasferirono a Macao assumendo la denominazione attuale di  Macau Black Bears, mentre la lega annunciò anche l'aggiunta degli Zhuhai Wolf Warriors, con sede a Zhuhai nel Delta del Fiume delle Perle a Macao. Il 9 settembre 2019, la lega ha confermato l'ingresso della terza squadra di Taiwan, il Fubon Braves con sede a Taipei dopo i Formosa Dreamers ed il Kaohsiung Truth.
La stagione della ABL 2019-2020 è stata interrotta a causa della pandemia di COVID-19 nel marzo 2020, mettendo in incertezza lo stato dell'ABL. Il ritiro dei Mono Vampire, le segnalazioni della volontà delle squadre taiwanesi di unirsi a un campionato nazionale e l'inattività del sito e dei di social media della lega, sono stati tra i fattori che hanno alimentato le speculazioni sul fatto che la stessa ABL avrebbe abbandonato la competizione. Tuttavia, uno dei comproprietario del campionato ha dissipato tali voci riguardo alla ripresa del campionato, affermando l'intenzione di organizzare l'undicesima stagione del torneo nel 2021. I piani per riprendere il campionato sono stati nuovamente rinviati, a causa del perdurare delle restrizioni ai viaggi dovuti dalla pandemia di COVID, con la nuova data di inizio della stagione inizialmente prevista per febbraio 2022. La data di inizio è stata posticipata nuovamente un mese dopo, per il settembre dello stesso anno, ma nemmeno dopo l'estate vi furono le condizioni per realizzare il torneo e quindi l'edizione 2022 venne cancellata.
Nel mese di ottobre 2022, l'ABL attraverso i social media annunciò il suo ritorno, dopo i tre anni di sto per la pandemia, senza però fornire ulteriori dettagli sul futuro della competizione.
Nel gennaio 2023 si è tenuto un torneo su invito che ha segnato il ritorno della ABL ed a cui hanno partecipato otto squadre da otto nazioni, al termine della competizione, che si è giocata fra gennaio e marzo, ha vinto il torneo la squadra di Hong Kong dell'Eastern Hong Kong che ha sconfitto in finale i vietnamiti del Saigon Heat. 
Nonostante il ritorno della competizione, nel novembre 2023, l'incertezza intorno al futuro del campionato continua a rimanere, poiché la FIBA ha abbandonato il proprio supporto alla ABL e, come è stato riportato in un comunicato rilasciato dalla squadra dei Singapore Slingers è "improbabile che il campionato si giochi nel prossimo futuro".

## Squadre partecipanti

### Squadre ultima edizione
| Squadra             | Città            | Arena                      | Capacità | Fondazione | Entrata in ABL | Allenatore              |
| ------------------- | ---------------- | -------------------------- | -------- | ---------- | -------------- | ----------------------- |
| Bangkok Tigers      | Bangkok          | Nimibutr Stadium           | 5,600    | 2018       | 2023           | Jakkraphan Chupthaisong |
| Hong Kong Eastern   | Wan Chai         | Southorn Stadium           | 2,000    | 1932       | 2016           | Željko Pavličević       |
| Louvre Surabaya     | Surabaya         | Hi-Test Arena              | 1,200    | 2019       | 2023           | Jomar Tierra            |
| Macau Black Bears   | Macao            | The Venetian Macao, Hall D | -        | 2017       | 2017           | Charles Dubé-Brais      |
| NS Matrix Deers     | Negeri Sembilan  | MABA Stadium               | 2,500    | 2015       | 2023           | Jeff Viernes            |
| Saigon Heat         | Ho Chi Minh City | CIS Arena                  | 2,500    | 2011       | 2012           | Matthew Van Pelt        |
| Singapore Slingers  | Kallang          | OCBC Arena                 | 3,000    | 2006       | 2009           | Neo Beng Siang          |
| Zamboanga Valientes | Zamboanga City   | Zamboanga City Coliseum    | 15,000   | 2006       | 2023           | Expedito De Los Santos  |

### Ex Squadre
| Nazione   | Squadre                     | Anni | Anni |
| Nazione   | Squadre                     | Da   | Al   |
| --------- | --------------------------- | ---- | ---- |
| Brunei    | Brunei Barracudas           | 2009 | 2011 |
| Indonesia | CLS Knights Indonesia       | 2017 | 2019 |
| Indonesia | Indonesia Warriors          | 2012 | 2014 |
| Indonesia | Laskar Dreya South Sumatra  | 2014 | 2014 |
| Indonesia | Satria Muda Pertamina       | 2009 | 2011 |
| Macao     | Macau Wolf Warriors         | 2018 | 2020 |
| Malaysia  | Kuala Lumpur Dragons        | 2009 | 2020 |
| Filippine | AirAsia Philippine Patriots | 2009 | 2012 |
| Filippine | Pilipinas MX3 Kings         | 2015 | 2016 |
| Filippine | San Miguel Alab Pilipinas   | 2016 | 2020 |
| Filippine | San Miguel Beermen          | 2012 | 2013 |
| Taiwan    | Formosa Dreamers            | 2017 | 2020 |
| Taiwan    | Kaohsiung Truth             | 2016 | 2017 |
| Taiwan    | Taipei Fubon Braves         | 2019 | 2020 |
| Tailandia | Bangkok Cobras              | 2012 | 2012 |
| Tailandia | Hi-Tech Bangkok City        | 2009 | 2016 |
| Tailandia | Mono Vampire                | 2015 | 2020 |

## Albo d'Oro
Le finali si sono giocate al meglio delle cinque partite (2–2–1) nel 2010, 2013 e dal 2016 al 2019; mentre sono state giocate al meglio delle tre partite (1–1–1) nelle stagioni 2011, 2012, 2014 e 2023.
| Stagione | Finalisti                                         | Finalisti                                         | Finalisti                                         | Semifinalisti                                     | Semifinalisti                                     |
| Stagione | Campione                                          | Risultato                                         | Secondo posto                                     | Semifinalisti                                     | Semifinalisti                                     |
| -------- | ------------------------------------------------- | ------------------------------------------------- | ------------------------------------------------- | ------------------------------------------------- | ------------------------------------------------- |
| 2009–10  | Philippine Patriots^                              | 3–0                                               | Satria Muda Pertamina                             | KL Dragons                                        | Singapore Slingers                                |
| 2010–11  | Hi-Tech Bangkok ^                                 | 2–0                                               | Philippine Patriots                               | Singapore Slingers                                | KL Dragons                                        |
| 2012     | Indonesia Warriors                                | 2–1                                               | S. Miguel Beermen^                                | Philippine Patriots                               | KL Dragons                                        |
| 2013     | S. Miguel Beermen^                                | 3–0                                               | Indonesia Warriors                                | Hi-Tech Bangkok                                   | KL Dragons                                        |
| 2014     | Hi-Tech Bangkok                                   | 2–0                                               | KL Dragons^                                       | Saigon Heat                                       | Singapore Slingers                                |
| 2015–16  | KL Dragons^                                       | 3–2                                               | Singapore Slingers                                | Hi-Tech Bangkok                                   | Saigon Heat                                       |
| 2016–17  | Eastern Hong Kong^                                | 3–1                                               | Singapore Slingers                                | Alab Pilipinas                                    | Saigon Heat                                       |
| 2017–18  | Alab Pilipinas                                    | 3–2                                               | Mono Vampire                                      | Macau Black Bears ^                               | Eastern Hong Kong                                 |
| 2018–19  | CLS Knights                                       | 3–2                                               | Singapore Slingers                                | Eastern Hong Kong                                 | Mono Vampire                                      |
| 2019–20  | Cancellata a causa della Pandemia di COVID-19.    | Cancellata a causa della Pandemia di COVID-19.    | Cancellata a causa della Pandemia di COVID-19.    | Cancellata a causa della Pandemia di COVID-19.    | Cancellata a causa della Pandemia di COVID-19.    |
| 2020–21  | Non disputata a causa della Pandemia di COVID-19. | Non disputata a causa della Pandemia di COVID-19. | Non disputata a causa della Pandemia di COVID-19. | Non disputata a causa della Pandemia di COVID-19. | Non disputata a causa della Pandemia di COVID-19. |
| 2021–22  | Non disputata a causa della Pandemia di COVID-19. | Non disputata a causa della Pandemia di COVID-19. | Non disputata a causa della Pandemia di COVID-19. | Non disputata a causa della Pandemia di COVID-19. | Non disputata a causa della Pandemia di COVID-19. |
| 2023     | Eastern Hong Kong                                 | 2–1                                               | Saigon Heat^                                      | Matrix Deers                                      | Singapore Slingers                                |

- ^ La squadra ha terminato in testa alla classifica la Regular Season.

### Vittorie per club
| Squadra               | Oro | Argento | Bronzo | Totale |
| --------------------- | --- | ------- | ------ | ------ |
| Hi-Tech Bangkok       | 2   | 0       | 2      | 4      |
| Eastern Hong Kong     | 2   | 0       | 2      | 4      |
| KL Dragons            | 1   | 1       | 4      | 6      |
| Philippine Patriots   | 1   | 1       | 1      | 3      |
| Indonesia Warriors    | 1   | 1       | 0      | 2      |
| S. Miguel Beermen     | 1   | 1       | 0      | 2      |
| Alab Pilipinas        | 1   | 0       | 1      | 2      |
| CLS Knights           | 1   | 0       | 0      | 1      |
| Singapore Slingers    | 0   | 3       | 4      | 7      |
| Saigon Heat           | 0   | 1       | 3      | 4      |
| Mono Vampire          | 0   | 1       | 1      | 2      |
| Satria Muda Pertamina | 0   | 1       | 0      | 1      |
| Macau Black Bears     | 0   | 0       | 1      | 1      |
| Matrix Deers          | 0   | 0       | 1      | 1      |
| Total                 | 10  | 10      | 20     | 40     |

- Grassetto: Squadre che sono ancora attive nella competizione
- Corsivo: Squadre non provenienti dal Sud-East dell'Asia